# Калий-40
Ка́лий-40 (лат. Kalium-40) — нестабильный изотоп калия с атомным номером 19 и массовым числом 40. Период полураспада калия-40 составляет 1,248(3)⋅109 лет, активность 1 грамма изотопно чистого 40K равна 2,652⋅105 Бк.
Калий-40 входит в состав природного калия. Изотопная распространённость калия-40 составляет 0,0117(1) %. За счёт распадов 40K природный калий радиоактивен, его удельная активность примерно 31 Бк/г. Изотоп был открыт в 1935 году, хотя радиоактивность природного калия была обнаружена ещё в 1905 году Джозефом Томсоном.
Калий-40 является одним из немногих существующих в природной изотопной смеси нечётно-нечётных нуклидов (то есть имеющих нечётное число и протонов, и нейтронов). Все нечётно-нечётные нуклиды тяжелее азота-14 — и природные (кроме калия-40, это также ванадий-50, лантан-138 и лютеций-176), и искусственные — радиоактивны (исключение — тантал-180m, чей распад не наблюдался, хотя и предсказан теоретически), однако у существующих в природе радиоактивных нечётно-нечётных нуклидов (в том числе у калия-40) период полураспада настолько велик, что они не успели распасться за время существования Земли. У калия-40 распад подавлен из-за высокого собственного вращательного момента ядра (J = 4); оба изотопа, на которые возможен распад, аргон-40 и кальций-40, в основном состоянии обладают нулевым вращательным моментом, поэтому избыточный момент импульса должен быть унесён испускаемыми при распаде частицами (или скомпенсирован орбитальным и спиновым моментом захватываемого электрона при электронном захвате). Это резко снижает вероятность распада, который, в отличие от обычных разрешённых бета-распадов, является так называемым уникальным трёхкратно запрещённым бета-распадом. Хотя при электронном захвате возможно также заселение первого возбуждённого уровня дочернего ядра 40Ar с J = 2, то есть требуется изменение вращательного момента лишь на 2, а не на 4 единицы (уникальный однократно запрещённый бета-переход), однако в этом случае доступная энергия бета-перехода составляет всего около 40 кэВ, что значительно меньше доступной энергии при переходе на основной уровень (1505 кэВ). Это уменьшение доступной энергии в значительной степени компенсирует увеличение вероятности распада, вызванное меньшей разностью вращательных моментов родительского и дочернего ядер, поскольку вероятность бета-процесса при прочих равных условиях примерно пропорциональна пятой степени доступной энергии. Таким образом, переходы на все три доступных для распада калия-40 состояния (основное состояние кальция-40, основное и возбуждённое состояния аргона-40) оказываются в той или иной степени подавлены, чем и объясняется его чрезвычайно большой период полураспада.

## Образование и распад

Изменение скорости энерговыделения от природных радиоактивных изотопов, находящихся в недрах Земли, с момента её образования (4,5 млрд лет назад) до настоящего времени

Весь имеющийся на Земле калий-40 образовался незадолго до возникновения Солнечной системы и самой планеты (около 4,54 млрд лет назад) и с тех пор постепенно распадался. Существование нуклида в современную эпоху обусловлено его большим периодом полураспада (1,248 млрд лет).
Распад калия-40 происходит по двум основным каналам:
- β−-распад (вероятность 89,28 ± 0,13 %)[2]:

{\displaystyle \mathrm {{}_{19}^{40}K} \rightarrow \mathrm {{}_{20}^{40}Ca} +e^{-}+{\bar {\nu }}_{e}\,;}
- захват орбитального электрона (вероятность 10,72 ± 0,13 %)[2]:

{\displaystyle \mathrm {{}_{19}^{40}K} +e^{-}\rightarrow \mathrm {{}_{18}^{40}Ar} +{\nu }_{e}\,.}
Крайне редко (в 0,001 % случаев) он распадается в 40Ar через позитронный распад, с излучением позитрона (e+) и электронного нейтрино νe:
{\displaystyle \mathrm {{}_{19}^{40}K} \rightarrow \mathrm {{}_{18}^{40}Ar} +e^{+}+{\nu }_{e}\,.}
При электронном захвате 40K переход практически всегда (в 99,9 % случаев) происходит не на основной уровень 40Ar, а на первый возбуждённый уровень, имеющий энергию 1460,8 кэВ и вращательный момент 2. За время около 1 пс этот уровень распадается на основной уровень с испусканием гамма-кванта, уносящего почти всю энергию. Гамма-кванты с энергией 1,46 МэВ обладают высокой проникающей способностью, и поскольку калий является одним из самых распространённых химических элементов, испускаемые при распаде калия-40 гамма-кванты вносят существенный вклад в дозу внешнего облучения человека. Электронный захват на основной уровень 40Ar, хотя и был предсказан, экспериментально не наблюдался до 2023 года; это связано с малой вероятностью такого процесса, подавленного высоким изменением вращательного момента ядра, и малой энергией испускающихся в нём регистрируемых частиц (почти всю выделяющуюся энергию уносит электронное нейтрино, которое практически невозможно зарегистрировать, и лишь около 3 кэВ приходится на возбуждение электронной оболочки образующегося атома аргона и затем уносится рентгеновскими квантами и/или оже-электронами). Указание на эту ветвь электронного захвата, наблюдавшуюся в специально проведённом эксперименте KDK со статистической значимостью около 4σ, приводит к вероятности этого процесса 0,098(25)% по отношению к полной вероятности распада 40K и 0,0095 ± 0,0022stat ± 0,0010sys по отношению к вероятности электронного захвата на возбуждённый уровень. 
Земной аргон на 99,6 % состоит из 40Ar, тогда как в солнечной фотосфере и в атмосферах планет-гигантов изотопное содержание аргона-40 составляет лишь ~0,01 %. Это объясняется тем, что лишь небольшая часть земного аргона захвачена при образовании планеты; почти весь аргон, содержащийся в земной атмосфере и недрах, является радиогенным — образован в результате постепенного распада калия-40.

## Биологическая роль
Калий-40 естественно присутствует в живых организмах наряду с двумя другими (стабильными) природными изотопами калия.
Присутствие калия-40 в теле человека вызывает природную (и неустранимую, но при этом не представляющую опасность для жизни и здоровья человека) радиоактивность человеческого организма от этого изотопа, составляющую 4—5 кБк (в зависимости от пола и возраста, удельное содержание калия может варьировать).
Среднегодовая эффективная эквивалентная доза, получаемая человеком в результате распада калия-40 в тканях организма, составляет 180 мкЗв; внешняя среднегодовая доза от этого радионуклида в районах с нормальным фоном составляет в среднем 120 мкЗв, тогда как суммарная среднемировая годовая доза от всех источников ионизирующего излучения оценивается в 2200 мкЗв.
В дозу внутреннего облучения от 40K основной вклад вносят электроны, испускаемые при его β−-распаде в 40Ca, — они почти полностью поглощаются в тканях, тогда как гамма-кванты с энергией 1,46 МэВ, возникающие при электронном захвате 40K → *40Ar, с большой вероятностью вылетают из тела; кроме того, вероятность β−-распада 40K в 9 раз выше вероятности электронного захвата. Отказ от употребления калия с пищей вызывает гипокалиемию, что очень опасно для здоровья и может привести к смерти, в то же время естественная радиоактивность калия не представляет опасности для жизни и здоровья человека. Калий необходим для жизни живых организмов, в том числе и человека, и является важным макроэлементом наряду с соединениями натрия, кальция, фосфора, магния, хлора и серы.

## Калий-аргонное датирование
Основная статья: Калий-аргоновое датирование
Отношение концентрации 40K к концентрации его продукта распада 40Ar используется для определения абсолютного возраста объектов методом так называемого калий-аргонового датирования (и его модификации — метода аргон-аргонового датирования). Суть этого метода состоит в следующем:
- При помощи известных постоянных β-распада {\displaystyle \lambda _{b}} и е-захвата {\displaystyle \lambda _{e}} считается относительная доля атомов 40K, превратившихся в 40Ar:

{\displaystyle {\frac {\mathrm {\left[{}^{40}Ar\right]} }{\mathrm {\left[{}^{40}Ar\right]} +\mathrm {\left[{}^{40}Ca\right]} }}={\frac {\lambda _{e}}{\lambda _{e}+\lambda _{b}}}.}
- Если [40K]0 — изначальное количество атомов калия-40, а t — искомый возраст образца, то современное количество атомов 40K в измеряемом образце определяется формулой:

{\displaystyle \mathrm {\left[{}^{40}K\right]} =\mathrm {\left[{}^{40}K\right]_{0}} \cdot e^{-(\lambda _{e}+\lambda _{b})t}.}
- Суммарное количество атомов 40Ar и 40Ca, образовавшихся за время t, равно:

{\displaystyle \mathrm {\left[{}^{40}Ca\right]} +\mathrm {\left[{}^{40}Ar\right]} =\mathrm {\left[{}^{40}K\right]_{0}} -\mathrm {\left[{}^{40}K\right]} =\mathrm {\left[{}^{40}K\right]} \cdot (e^{(\lambda _{e}+\lambda _{b})t}-1).}
- Из соотношения же между постоянными распада следует, что:

{\displaystyle \mathrm {\left[{}^{40}Ca\right]} +\mathrm {\left[{}^{40}Ar\right]} =\mathrm {\left[{}^{40}Ar\right]} \cdot {\frac {\lambda _{e}+\lambda _{b}}{\lambda _{e}}}.}
- Сравнивая два последних уравнения, получаем связь между количеством атомов 40Ar и 40K в исследуемом образце:

{\displaystyle \mathrm {\left[{}^{40}Ar\right]} =\mathrm {\left[{}^{40}K\right]} \cdot {\frac {\lambda _{e}}{\lambda _{e}+\lambda _{b}}}\cdot (e^{(\lambda _{e}+\lambda _{b})t}-1).}
- Решая получившееся уравнение относительно искомого времени t, получаем формулу для определения возраста образца:

{\displaystyle t={\frac {\ln \left(1+{\frac {\mathrm {\left[{}^{40}Ar\right]} }{\mathrm {\left[{}^{40}K\right]} }}\cdot \left(1+{\frac {\lambda _{b}}{\lambda _{e}}}\right)\right)}{\lambda _{e}+\lambda _{b}}}.}